# پایگاه هوایی بورودیانکا
پایگاه هوایی بورودیانکا (به انگلیسی: Borodianka (air base)) یک فرودگاه نظامی است . این فرودگاه در شهر کی‌یف کشور اوکراین قرار دارد و در ارتفاع ۱۴۱ متری از سطح دریا واقع شده‌است.